# Emil Birron
Emil Birron (1 de enero de 1878 - 18 de noviembre de 1952) fue un actor teatral y cinematográfico de nacionalidad alemana.

## Biografía
También conocido como Emil Biron y Emil Byron, su verdadero nombre era Emil Bleeke, y nació en la actual Wuppertal, Alemania. Birron debutó en el escenario en el año 1900 en el Hans Otto Theater de Potsdam. Se formó como actor entre 1900 y 1902, año a partir del cual continuó su carrera en Magdeburgo, trabajando en la temporada 1903/1904 en el Kleinen Theater de Berlín, y entre 1904 y 1907 en el Volkstheater de Viena, siendo desde 1907 a 1912 actor en Múnich, estando también activo entre 1912 y 1914 en Breslavia, ciudad en la que tuvo funciones de dirección en el Lobe-Theater.
Entre 1915 y 1917 trabajó en el Teatro Thalia de Hamburgo, actuando después en Berlín. En 1917 inició su carrera como actor de cine mudo. Su actividad teatral entre los años 1922 y 1936 se limitó a la participación en giras. Sin embargo, en la temporada 1928/29 Birron fue director de escena en el actual Mahen-Theater de Brno.
En 1936 Emil Birron abandonó la actuación, dedicándose a trabajar como agente teatral y a la promoción de jóvenes talentos. Falleció en Potsdam, Alemania, en el año 1952.

## Filmografía
- 1917 : Die gute Partie
- 1918 : Sein Weib
- 1918 : Katinka
- 1918 : Die Buchhalterin
- 1918 : Das Glück der Frau Beate
- 1918 : Am anderen Ufer
- 1919 : Kitsch
- 1919 : Der Weg der Grete Lessen
- 1919 : Vendetta
- 1919 : Ein Frühlingstraum
- 1919 : Wenn das Leben nein sagt
- 1920 : Alkohol
- 1920 : Die Faust im Dunkel
- 1920 : Der Knabe Eros
- 1920 : Dämon Blut. 2. Teil
- 1920 : Hundemamachen
- 1921 : Teufelchen
- 1921 : Der rätselhafte Tod
- 1921 : Die letzte Stunde
- 1921 : Begierde
- 1921 : Das Spiel mit dem Feuer
- 1921 : Der Roman eines Dienstmädchens
- 1921 : Tischlein deck dich, Eselein streck dich, Knüppel aus dem Sack
- 1927 : Die Weber
- 1930 : Die Csikosbaroneß
- 1934 : Rosen aus dem Süden
- 1934 : Die Liebe und die erste Eisenbahn
- 1935 : Mach mich glücklich